# هه لومین
هه لومین (چینی: 賀璐敏؛ زادهٔ ۳۰ اکتبر ۱۹۸۱) تکواندوکار زن اهل چین است.
وی در مسابقات کشوری و بین‌المللی در مجموع برندهٔ ۱ مدال نقره شده‌است.